# Frederico VII da Dinamarca
Frederico VII (Copenhague, 6 de outubro de 1808 – Glücksburgo, 15 de novembro de 1863) foi o Rei da Dinamarca de 1848 até sua morte. Ele foi o último monarca dinamarquês da Casa de Oldemburgo e o último a reinar como absoluto. Durante seu reinado, ele assinou uma constituição que estabelecia um parlamento e transformava o país em uma monarquia constitucional. O lema de Frederico era "O amor do povo, minha força".

## Início de vida

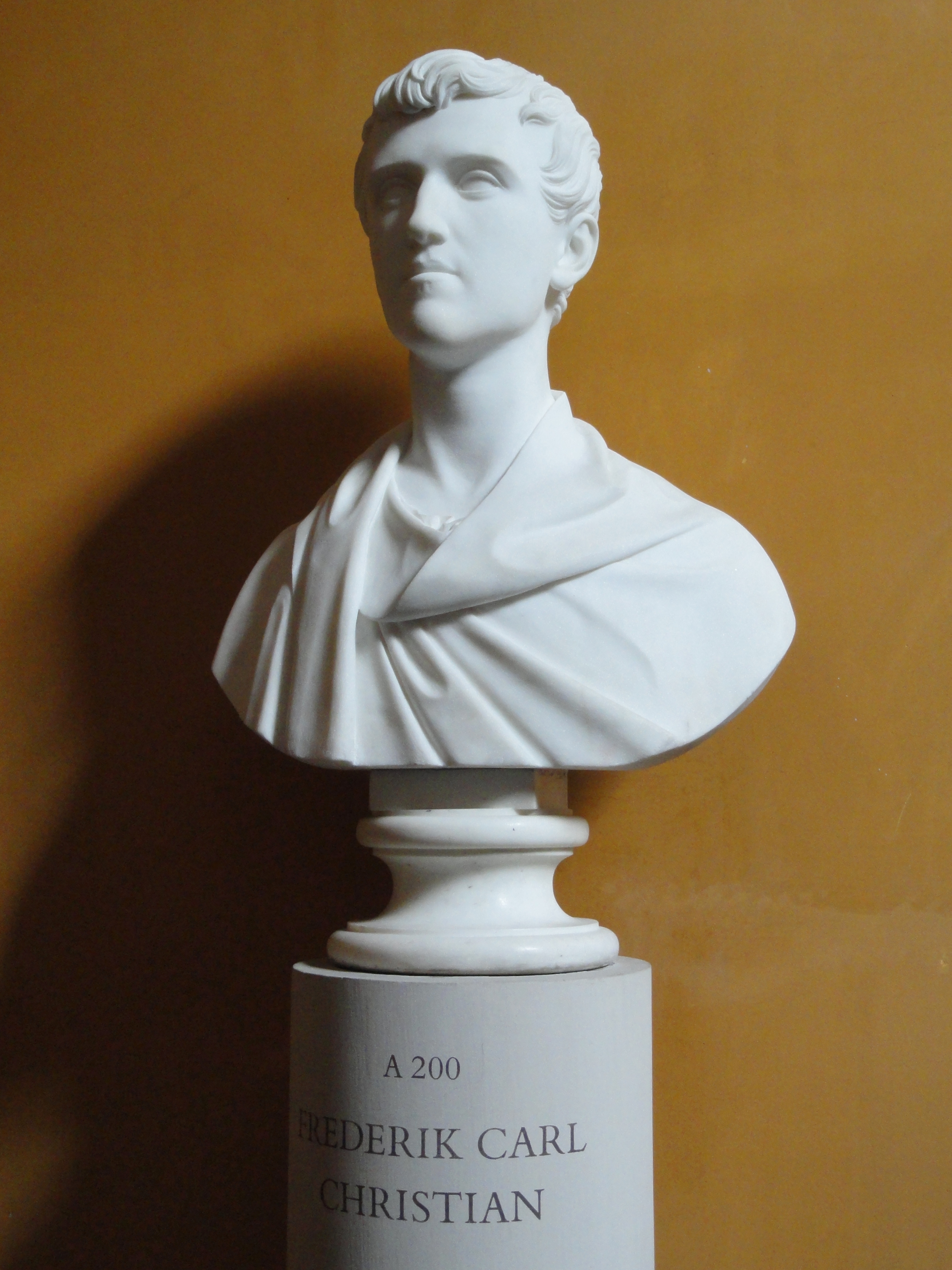
Busto de jovem príncipe Frederico
Por Bertel Thorvaldsen

O futuro rei Frederico VII nasceu às 11 da manhã de 6 de outubro de 1808 na residência de seus pais, o Palácio de Levetzau, um palácio do século XVIII que faz parte do complexo do Palácio de Amalienborg, no centro de Copenhague. Ele nasceu durante o reinado de seu tio-avô, o rei Frederico VI, como filho do príncipe Cristiano Frederico, o futuro rei Cristiano VIII, e de sua primeira esposa, a duquesa Carlota Frederica de Meclemburgo-Schwerin. O jovem príncipe foi batizado em 17 de outubro pelo confessor real Nicolai Edinger Balle , bispo da Zelândia, com os nomes de Frederico Carlos Cristiano. Ele foi chamado de Fritz por sua mãe durante toda a sua vida.
Em 1809, o casamento dos pais foi dissolvido devido à infidelidade da mãe de Frederico, de modo que a educação do pequeno príncipe não foi muito coerente e uniforme. Durante a estadia de seu pai na Noruega e, mais tarde, durante seus muitos anos no exterior, Frederico foi deixado nas mãos de parentes e estranhos, e mesmo nos anos em que ele permaneceu na casa de seu pai após seu segundo casamento, não houve uma assistência paterna por parte do príncipe Cristiano Frederico. Seu tio-avô nomeou uma equipe de sete dos mais proeminentes professores do reino para ensinar dinamarquês, latim, francês, alemão, religião, história, geografia, geometria, aritmética, ginástica, música e dança. O resultado foi que a principal expertise do país conseguiu incutir no príncipe o tédio e o desprezo pelo aprendizado ortodoxo em vez da sabedoria real. Somente a ginástica podia satisfazer a necessidade do jovem príncipe, e em seus períodos de ócio, ele se dedicava aos esportes físicos, para os quais demonstrava grande talento, além de passar tempo com bons amigos.

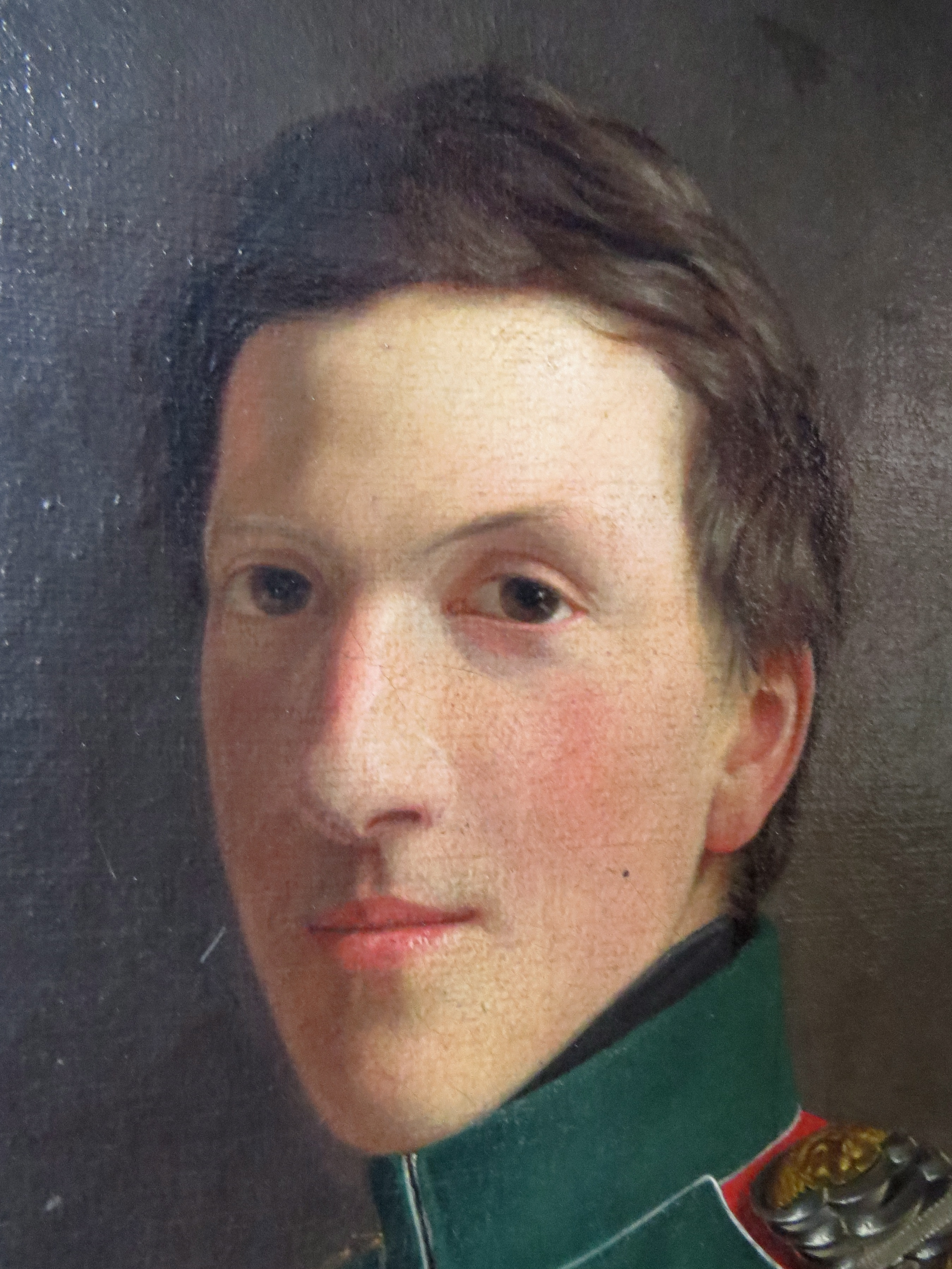
Frederico
Por Christian Albrecht Jensen, 1820

Entre seus amigos mais próximos estava Carl Berling (1812–1871), editor e proprietário do jornal Berlingske Tidende, e mais tarde conselheiro real. Foi alegado que Frederico mantinha um relacionamento homossexual com Berling.
Os dois primeiros casamentos do rei terminaram em escândalo e divórcio. Ele se casou pela primeira vez em Copenhague em 1 de novembro de 1828 com sua prima em segundo grau, a princesa Guilhermina Maria da Dinamarca, filha do rei Frederico VI. Eles se separaram em 1834 e se divorciaram em 1837. Em 10 de junho de 1841, ele se casou pela segunda vez com a duquesa Carolina de Meclemburgo-Strelitz, de quem também se divorciou em 1846.
A expectativa de que Frederico provavelmente não teria filhos, apesar dos inúmeros casos amorosos, era generalizada, mas as fontes raramente mencionam os motivos. Alguns especulam que Frederico era infértil. Durante o reinado do pai de Frederico, Cristiano VIII, a questão da sucessão já estava sendo levantada. Foi alegado que Frederico de fato teve um filho, Frederik Carl Christian Poulsen, nascido em 21 de novembro de 1843, como resultado de seu relacionamento com Else Maria Guldborg Pedersen, que ocorreu após seus dois primeiros casamentos infelizes. Isso foi afirmado pela primeira vez em 1994. Em 2009, uma mulher dinamarquesa, Else Margrethe Bondo Oldenborg Maaløe afirmou ser bisneta de Frederico através de Frederik Carl. Maaloe possui quatro cartas de Frederico para Pedersen reconhecendo a paternidade; estas são citadas em seu livro, publicado em 2009.
Em 1841, seu amigo, e suposto amante, Berling, teve um filho ilegítimo, Carl Christian, com Louise Rasmussen, uma chapeleira e ex-bailarina, filha natural de Gotthilf L. Køppen e de Juliane Caroline Rasmussen. Carl Christian era muito querido por Frederico, a ponto dele insistir em assinar a nova constituição no aniversário de 8 anos de Carl Christian, em 5 de junho de 1849. Para manter um toque de decência, Frederico contraiu um casamento morganático escandaloso com Rasmussen, intitulada "Condessa Danner", em 1850. Frederico, Rasmussen e Berling então se mudaram para o Palácio de Amalienborg, onde Berling foi nomeado conselheiro real. De fato, a amizade entre o trio teve consequências políticas para além das pessoais. Até a morte de Frederico VII, em 15 de novembro de 1863, Berling e Rasmussen atuaram como o poder por trás do trono. Eles viam como sua tarefa apoiar o rei, guiá-lo e, em muitos casos, mantê-lo são quando sua mente desequilibrada e seu estilo de vida, por vezes errático, ameaçavam levá-lo ao limite. Frederico VII era, como Berling e Rasmussen escreveram um ao outro, "um irmão de quem eles tinham que cuidar". A indignação pública nos círculos mais altos sobre o casamento morganático de Frederico é bem conhecida, mas as razões raramente foram explicadas em detalhes. O casamento com Rasmussen parece ter sido feliz, ela foi denunciada como uma interesseira vulgar por seus inimigos, mas vista como uma filha do povo indiferente por seus admiradores, e parece ter exercido um efeito estabilizador sobre Frederico. Ela também se esforçou para manter sua popularidade, permitindo que ele conhecesse pessoas das províncias. Durante suas muitas viagens pela Dinamarca, Frederico cultivou contatos com súditos comuns. Ele também era um antiquário ávido e, de acordo com o arqueólogo dinamarquês posterior Peter Glob, foi "ele, mais do que qualquer outra pessoa, [quem] ajudou a despertar o amplo interesse pelas antiguidades dinamarquesas".

## Reinado

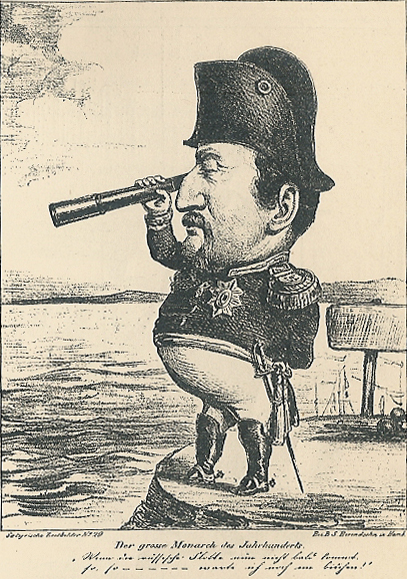
Caricatura de Frederico VII durante a Primeira Guerra do Eslésvico, por Isidor Popper

Quando Frederico ascendeu ao trono em janeiro de 1848, foi quase imediatamente confrontado com as exigências de uma constituição. Os habitantes de Eslésvico-Holsácia queriam um estado independente, enquanto os dinamarqueses desejavam manter a Jutlândia do Sul como uma área dinamarquesa. O rei logo cedeu às exigências dinamarquesas e, em março, aceitou o fim do absolutismo, o que resultou na Constituição de junho de 1849. Durante a Primeira Guerra do Eslésvico contra as potências alemãs, em 1848-1851, Frederico apareceu como "o líder nacional" e foi considerado quase um herói de guerra, apesar de nunca ter tomado parte ativa nas lutas.

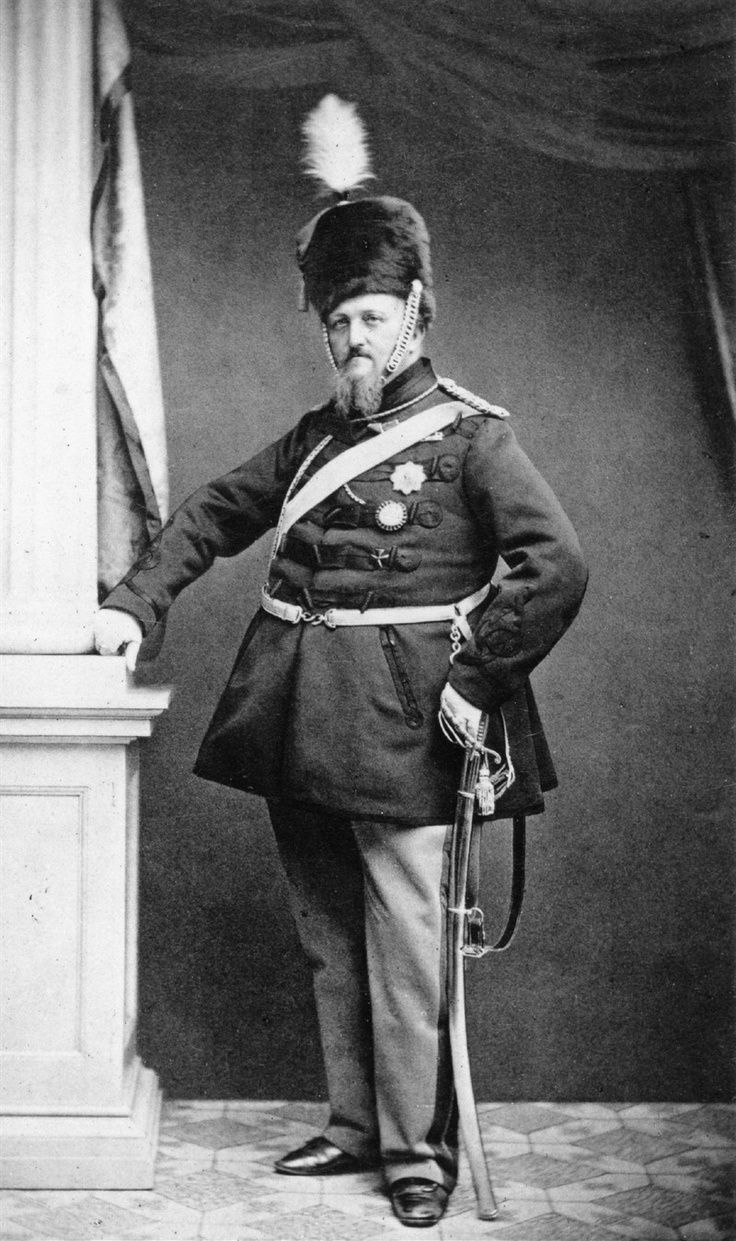
Fotografia de Frederico VII, c. 1860, por autor desconhecido

Durante seu reinado, Frederico, em geral, comportou-se como um monarca constitucional. No entanto, não desistiu completamente de interferir na política. Em 1854, contribuiu para a queda do gabinete fortemente conservador de Ørsted e, em 1859-1860, aceitou um governo liberal nomeado por iniciativa de sua esposa. Durante a crise nos Ducados em 1862-1863, pouco antes de sua morte, defendeu abertamente uma cooperação militar interescandinava. Por outro lado, a personalidade peculiar do rei e as condições em sua Corte podem muito bem ter contribuído para criar uma certa distância entre ele e as Cortes europeias em geral.
O governo de Frederico também testemunhou o auge do Partido Nacional Liberal, que estava no poder desde 1854. Este período foi marcado por algumas reformas políticas e econômicas, como o início da demolição dos muros ao redor de Copenhague e, em 1857, a introdução do livre comércio.[carece de fontes?] As constantes disputas com a oposição a respeito da Questão do Eslésvico-Holsácia e as exigências alemãs de que a Dinamarca não tentasse se unir a Eslésvico (Jutlândia do Sul) levaram a algumas mudanças na constituição para se adequar à situação política externa, o que criou frustração na Dinamarca. Os Liberais Nacionais, portanto, finalmente favoreceram um curso mais resistente contra os alemães, o que levou à Segunda Guerra do Eslésvico em 1864.

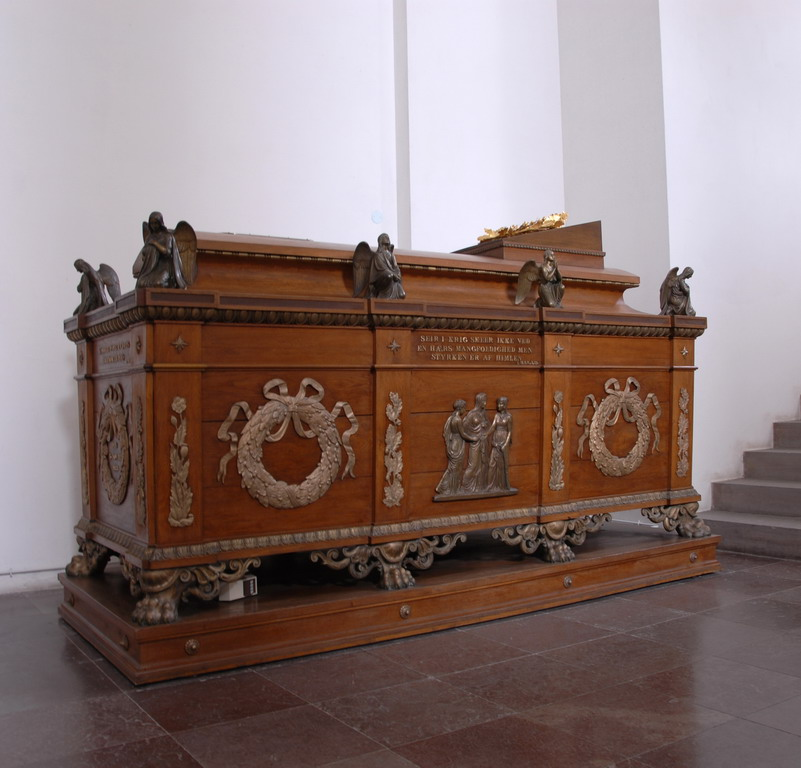
Sarcófago de Frederico VII na Catedral de Roskilde

Frederico VII morreu inesperadamente em 15 de novembro de 1863 no Castelo de Glücksburgo, em Eslésvico, após um ataque de erisipela, dois dias antes da assinatura de uma constituição conjunta para a Dinamarca e Eslésvico (a chamada Constituição de Novembro).
A morte de Frederico, casado três vezes mas sem nenhum herdeiro legítimo, deflagrou uma crise sucessória. O nacionalismo nas partes de língua alemã de Eslésvico-Holsácia significava que não havia consenso para manter os ducados unidos sob a coroa dinamarquesa, internacionalmente ou dentro dos próprios ducados. Enquanto o trono dinamarquês, sujeito a lei semi-sálica, que permitia a ascensão ao trono de descendentes homens gerados através de linhagem feminina, foi assumido por Cristiano de Eslésvico-Holsácia-Sonderburgo-Glucksburgo (Cristiano IX), reconhecido como herdeiro pelo Protocolo de Londres de 1852, os ducados de Eslésvico-Holsácia foram herdados por Frederico de Eslésvico-Holsácia-Sonderburgo-Augustemburgo (Frederico VIII), que reivindicou legitimamente os ducados regidos pela lei sálica plena, que excluía tanto as mulheres quanto seus descendentes da linha sucessória. Essa divergência dinástica agravou as tensões nacionais e culminou na Segunda Guerra do Eslésvico em 1864, envolvendo a Dinamarca contra a Prússia e a Áustria.

## Honras
Honras dinamarquesas:
- Cavaleiro da Ordem do Elefante[29]

Monograma real de Frederico VII

- Grande Comandante da Ordem de Dannebrog[29]
- Cruz de Honra da Ordem de Dannebrog[29]

Estrangeiras:
- 17 de dezembro de 1840:  Grã-Cruz da Ordem de Alberto, o Urso[30]
- 1849:  Grã-Cruz da Ordem de Santo Estêvão[31]
- 20 de março de 1857:  Grande Cordão da Ordem de Leopoldo[32]
- 1851:  Cavaleiro da Ordem São Jorge[33]
- Grã-Cruz da Real Ordem Guélfica[33]
- 25 de agosto de 1861:  Cavaleiro da Ordem da Anunciação[34]
- 21 de junho de 1849:  Grã-Cruz da Ordem Militar de Guilherme[35]
- 10 de fevereiro de 1848:  Grã-Cruz da Ordem da Casa e do Mérito de Pedro Frederico Luís (Coroa de Ouro)[36]
- Grã-Cruz da Banda das Três Ordens[37]
- 14 de dezembro de 1840:  Cavaleiro da Ordem da Águia Negra[38]
- 25 de fevereiro de 1848:  Cavaleiro da Ordem do Tosão de Ouro[39]
- 14 de junho de 1841:  Cavaleiro da Ordem do Serafim[40]
- 11 de abril de 1853:  Cavaleiro da Ordem de Carlos XIII[41]
- : Ordem da Família Husainida[42]
- 1848:  Cavaleiro da Ordem de São Januário[43]

## Genealogia

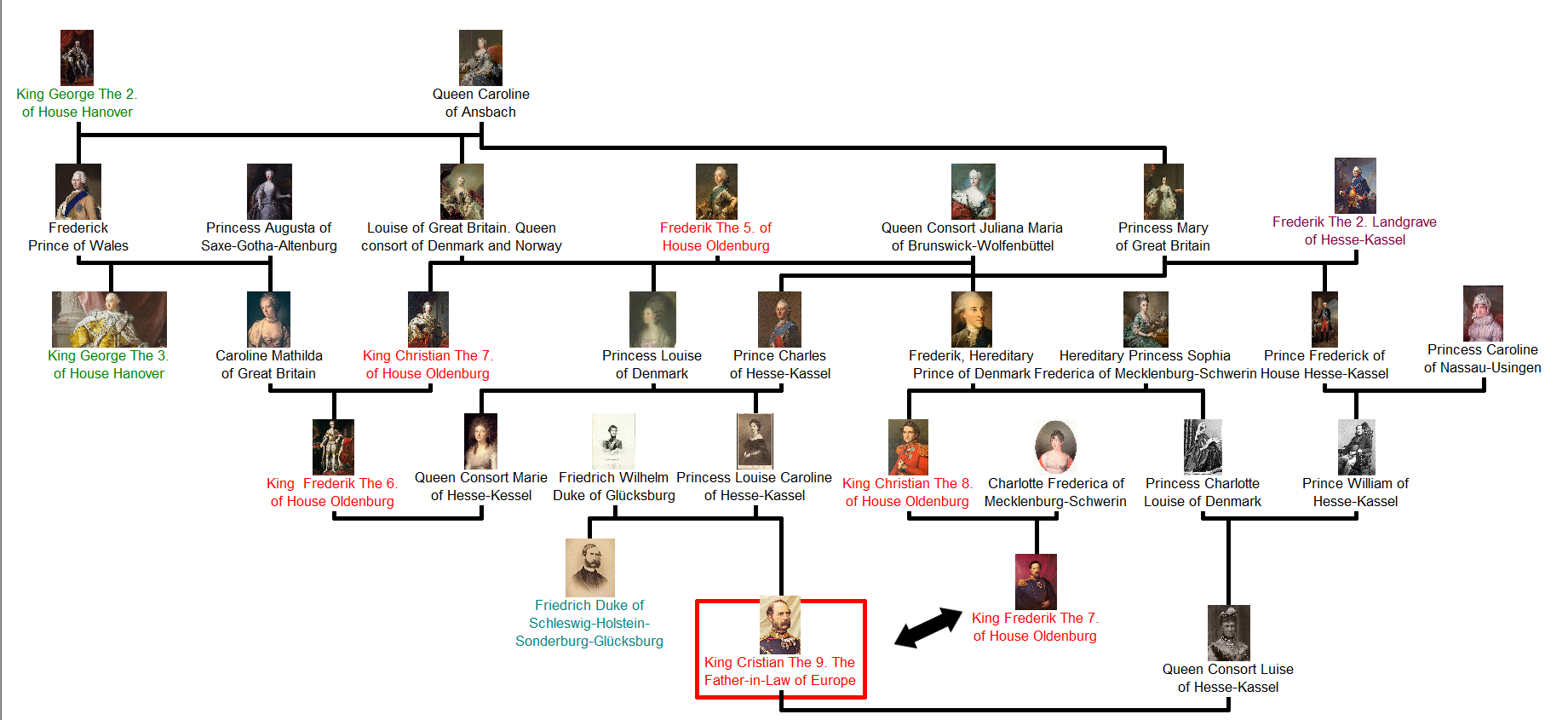
Árvore genealógica de Frederico VII